# Schansspringen op de Olympische Winterspelen 1976

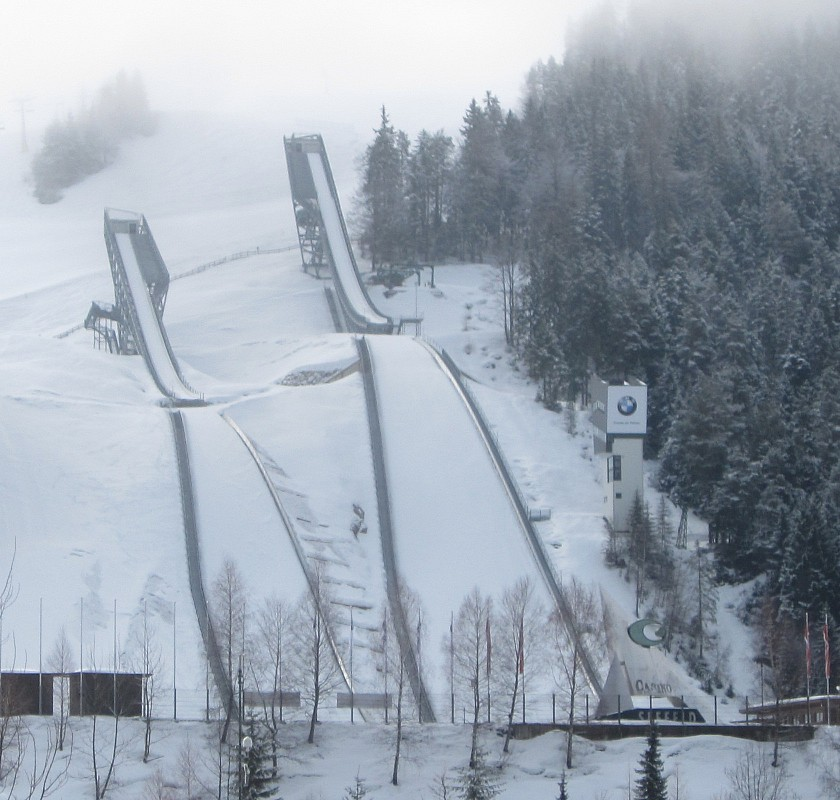
Innsbruck, 1976.

Schansspringen is een van de sporten die beoefend werden tijdens de Olympische Winterspelen 1976 in Innsbruck.

## Heren

### Normale schans 70 m
| rang   | sporter(s)            | land | sprong 1 (m) | sprong 2 (m) | totaal (ptn) |
| ------ | --------------------- | ---- | ------------ | ------------ | ------------ |
| Goud   | Hans-Georg Aschenbach | GDR  | 84.5         | 82.0         | 252.0        |
| Zilver | Jochen Danneberg      | GDR  | 83.5         | 82.5         | 246.2        |
| Brons  | Karl Schnabl          | AUT  | 82.5         | 81.5         | 242.0        |
| 4      | Jaroslav Balcar       | TCH  | 81.0         | 81.5         | 239.6        |
| 5      | Ernst Von Grüningen   | SUI  | 80.5         | 80.5         | 238.7        |
| 6      | Reinhold Bachler      | AUT  | 80.5         | 80.5         | 237.2        |
| 7      | Rudolf Wanner         | AUT  | 79.5         | 79.5         | 233.5        |
| 7      | Anton Innauer         | AUT  | 80.5         | 81.0         | 233.5        |

### Grote schans 90 m
| rang   | sporter(s)            | land | sprong 1 (m) | sprong 2 (m) | totaal (ptn) |
| ------ | --------------------- | ---- | ------------ | ------------ | ------------ |
| Goud   | Karl Schnabl          | AUT  | 97.5         | 97.0         | 234.8        |
| Zilver | Anton Innauer         | AUT  | 102.5        | 91.0         | 232.9        |
| Brons  | Henry Glaß            | GDR  | 91.0         | 97.0         | 221.7        |
| 4      | Jochen Danneberg      | GDR  | 102.0        | 89.5         | 221.6        |
| 5      | Reinhold Bachler      | AUT  | 95.0         | 91.0         | 217.4        |
| 6      | Hans Wallner          | AUT  | 93.5         | 92.5         | 216.9        |
| 7      | Bernd Eckstein        | GDR  | 94.0         | 91.5         | 216.2        |
| 8      | Hans-Georg Aschenbach | GDR  | 92.5         | 89.0         | 212.1        |

## Medaillespiegel
| rang | land       | goud | zilver | brons | totaal |
| ---- | ---------- | ---- | ------ | ----- | ------ |
| 1    | DDR        | 1    | 1      | 1     | 3      |
| 1    | Oostenrijk | 1    | 1      | 1     | 3      |
|      |            | 2    | 2      | 2     | 6      |